# Sukamaju (Banding Agung)
Sukamaju is een bestuurslaag in het regentschap Ogan Komering Ulu Selatan van de provincie Zuid-Sumatra, Indonesië. Sukamaju telt 622 inwoners (volkstelling 2010).